# Callimation corallinum
Callimation corallinum là một loài bọ cánh cứng trong họ Cerambycidae.